# 杠增一
HD 15920，又名BD+72 140，SAO 4694、HR 743，是一颗仙后座的恒星，视星等为5.16，位于銀經130.71，銀緯11.58，其B1900.0坐标为赤經2h 28m 30.9s，赤緯+72° 11.58′ 52″。